# Le Mesnil-Guillaume
Le Mesnil-Guillaume és un municipi francès situat al departament de Calvados i a la regió de Normandia. L'any 2007 tenia 528 habitants.

## Demografia

### Població
El 2007 la població de fet de Le Mesnil-Guillaume era de 528 persones. Hi havia 197 famílies de les quals 37 eren unipersonals (8 homes vivint sols i 29 dones vivint soles), 82 parelles sense fills, 74 parelles amb fills i 4 famílies monoparentals amb fills.
La població ha evolucionat segons el següent gràfic:
Habitants censats

### Habitatges
El 2007 hi havia 214 habitatges, 198 eren l'habitatge principal de la família, 10 eren segones residències i 5 estaven desocupats. 210 eren cases i 2 eren apartaments. Dels 198 habitatges principals, 165 estaven ocupats pels seus propietaris, 31 estaven llogats i ocupats pels llogaters i 2 estaven cedits a títol gratuït; 6 tenien dues cambres, 23 en tenien tres, 65 en tenien quatre i 103 en tenien cinc o més. 152 habitatges disposaven pel capbaix d'una plaça de pàrquing. A 78 habitatges hi havia un automòbil i a 107 n'hi havia dos o més.

### Piràmide de població
La piràmide de població per edats i sexe el 2009 era:
| Homes | Edats   | Dones |
| ----- | ------- | ----- |
| 0     | 95 o +  | 0     |
| 0     | 90 a 94 | 4     |
| 4     | 85 a 89 | 4     |
| 4     | 80 a 84 | 4     |
| 4     | 75 a 79 | 8     |
| 8     | 70 a 74 | 20    |
| 12    | 65 a 69 | 16    |
| 8     | 60 a 64 | 12    |
| 16    | 55 a 59 | 4     |
| 32    | 50 a 54 | 20    |
| 16    | 45 a 49 | 44    |
| 16    | 40 a 44 | 0     |
| 12    | 35 a 39 | 36    |
| 16    | 30 a 34 | 8     |
| 8     | 25 a 29 | 8     |
| 0     | 20 a 24 | 4     |
| 12    | 15 a 19 | 44    |
| 20    | 10 a 14 | 16    |
| 8     | 5 a 9   | 16    |
| 8     | 0 a 4   | 4     |

## Economia
El 2007 la població en edat de treballar era de 358 persones, 258 eren actives i 100 eren inactives. De les 258 persones actives 248 estaven ocupades (129 homes i 119 dones) i 9 estaven aturades (2 homes i 7 dones). De les 100 persones inactives 49 estaven jubilades, 26 estaven estudiant i 25 estaven classificades com a «altres inactius».

### Ingressos
El 2009 a Le Mesnil-Guillaume hi havia 213 unitats fiscals que integraven 558,5 persones, la mediana anual d'ingressos fiscals per persona era de 19.510 €.

### Activitats econòmiques
Dels 13 establiments que hi havia el 2007, 1 era d'una empresa alimentària, 5 d'empreses de construcció, 4 d'empreses de comerç i reparació d'automòbils, 1 d'una entitat de l'administració pública i 2 d'empreses classificades com a «altres activitats de serveis».
Dels 5 establiments de servei als particulars que hi havia el 2009, 1 era un paleta, 1 fusteria, 1 lampisteria i 2 electricistes.
L'únic establiment comercial que hi havia el 2009 era una fleca.
L'any 2000 a Le Mesnil-Guillaume hi havia 6 explotacions agrícoles que ocupaven un total de 135 hectàrees.

## Equipaments sanitaris i escolars
El 2009 hi havia una escola elemental integrada dins d'un grup escolar amb les comunes properes formant una escola dispersa.

## Poblacions més properes
El següent diagrama mostra les poblacions més properes.